# Pius X.

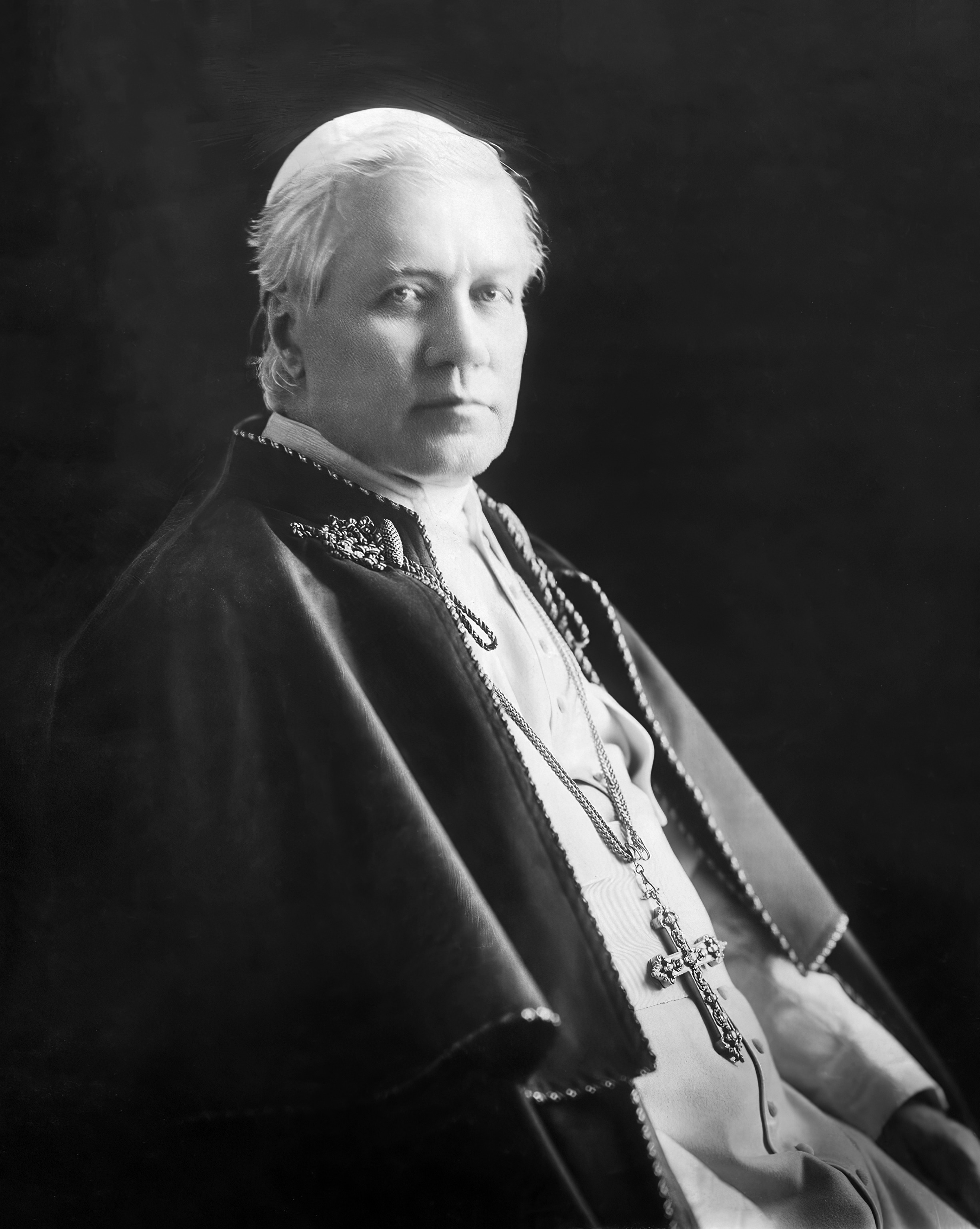
Pius X.

Pius X. (* 2. Juni 1835 in Riese, Lombardo-Venetien, als Giuseppe Melchiorre Sarto; † 20. August 1914 in Rom) war von 1903 bis 1914 der 257. Papst der römisch-katholischen Kirche. Er wurde 1954 von Papst Pius XII. heiliggesprochen. Pius X. wird häufig als „konservativer Reformpapst“ bezeichnet, weil er sich entsprechend seinem Wahlspruch Instaurare omnia in Christo („Alles in Christus erneuern“) um innerkirchliche Reform und Erneuerung bemühte, um die katholische Kirche im Kampf gegen Einflüsse der Moderne zu stärken.

## Werdegang

### Kindheit und frühe Jahre

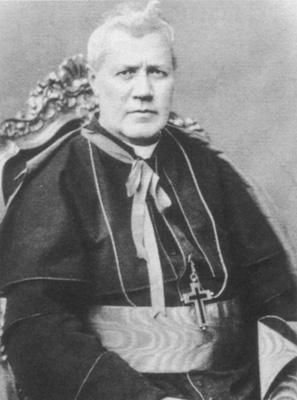
Giuseppe Sarto als Kardinal und Patriarch von Venedig

Geboren wurde Pius X. als Giuseppe Melchiorre Sarto in Riese, das zu dieser Zeit zum Königreich Lombardo-Venetien im Kaisertum Österreich gehörte und kirchlich dem Bischof von Treviso unterstand. Seine Mutter Margherita geb. Sanson war Bäuerin, sein Vater Giovanni Battista Sarto Magistratsdiener und Kleinbauer. Der Pfarrer seiner Heimatgemeinde erteilte ihm den ersten Lateinunterricht. Nach zwei Jahren Volksschule in Riese wurde er auf das Gymnasium nach Castelfranco Veneto geschickt. 1850 trat er in das Priesterseminar in Padua ein und empfing 1858 von Giovanni Antonio Farina, dem Bischof von Treviso, die Priesterweihe. Da die Familie Sarto mittellos war, konnte er keinen Doktorgrad erlangen.

### Landpfarrer
Als Kaplan wirkte Sarto in Tombolo (Venetien), wo er den größten Teil der Seelsorgearbeit übernahm, da der Pfarrer kränklich war. Ab 1867 war er Pfarrer in Salzano mit dem Titel Erzpriester. Den Schwerpunkte seiner Arbeit sah er in der Katechese und im seelsorglichen Hausbesuch. Während der Choleraepidemie 1873 besuchte er ohne Furcht vor Ansteckung Erkrankte und bestattete die Verstorbenen, darüber hinaus rief er die Bevölkerung zur Besonnenheit und zur Einhaltung von Hygieneregeln auf. Sein guter Ruf als Seelsorger führte dazu, dass Sarto 1875 vom Bischof von Treviso zum Generalvikar und Domherrn in Treviso ernannt wurde. Damit gehört Sarto zu den wenigen Päpsten und war der einzige seit 1800, die ihre Laufbahn als Landpfarrer begannen. Zusammen mit Pius IX. und Franziskus ist Pius X. einer von drei Päpsten seit 1769, die in ihrer Ausbildung keinen Doktorgrad erwarben.

### Bischofsamt
Am 10. November 1884 wurde er von Papst Leo XIII. zum Bischof von Mantua, und am 15. Juni 1893 zum Erzbischof und Patriarch von Venedig eingesetzt. Drei Tage zuvor war er von Leo XIII. zum Kardinalpriester mit der Titelkirche San Bernardo alle Terme kreiert worden.

### Pontifikat

Wappen Pius X.

Nach viertägigem Konklave wurde Kardinal Sarto am 4. August 1903 im siebten Wahlgang mit 50 Stimmen zum Nachfolger Leos XIII. gewählt. Noch zu Beginn des Konklaves hatte der Kardinalstaatssekretär Mariano Rampolla del Tindaro als aussichtsreichster Kandidat gegolten. Tatsächlich erhielt Kardinal Rampolla in den ersten drei Wahlgängen auch jeweils die meisten Stimmen, aber keine ausreichende Mehrheit. Nach dem zweiten Wahlgang machte Kaiser Franz Joseph I. von seinem Recht der Exklusive Gebrauch und ließ durch den Bischof von Krakau, Kardinal Jan Puzyna de Kosielsko, ein Veto Österreichs gegen eine etwaige Wahl Rampollas erklären. Ob dies aber tatsächlich der Grund für die spätere Wahl Kardinal Sartos war, lässt sich nicht überprüfen. In der Apostolischen Konstitution Commissum nobis vom 20. Januar 1904 untersagte er jedem Kardinal bei Strafe der Exkommunikation, dem Konklave eine Exklusive zu überbringen. Nach seiner Wahl nahm er den Namen Pius („der Fromme“) an. Die Krönung fand am 9. August 1903 im Petersdom durch Kardinalprotodiakon Luigi Macchi statt.

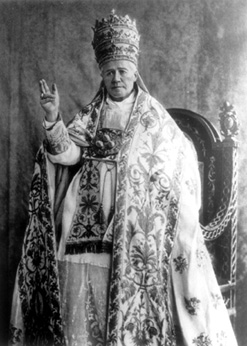
Pius X. kurz nach der Krönung, Fotografie von Giuseppe Felici (14. August 1903)

Pius X. begann sein Pontifikat mit dem Motu proprio Tra le sollecitudini zur Hebung der Kirchenmusik. Darin schrieb er unter anderem vor, zur Besetzung von Sopran- und Altstimmen nur Knaben einzusetzen, die nicht kastriert worden waren, und verbot damit praktisch die Beschäftigung von Kastraten in Kirchenchören und damit auch im Sixtinischen Chor. Dieses endgültige Verbot entzog der Kastrationspraxis zur Förderung einer Sängerkarriere die letzte Basis. Auf der anderen Seite war dem Papst die in dieser Zeit übliche Übernahme von Melodien aus Opernhaus und Konzertsaal in den sakralen Raum ein Dorn im Auge. So dekredierte er die Rückkehr zu den in seinen Augen wahren Quellen der Kirchenmusik, zu Palestrina und gregorianischem Choral.
Daneben reformierte Pius X. die Römische Kurie, widmete sich der Katechese und der Sorge für die Priesterseminare und leitete eine neue Gesetzgebung ein. Mehrfach verurteilte er Modernismus, unter anderem 1907 in dem Dekret Lamentabili des Heiligen Offiziums und in der Enzyklika Pascendi. Der von Pius X. 1910 eingeführte Antimodernisteneid wurde 1967 durch ein Glaubensbekenntnis ersetzt.
Papst Pius X. war ein großer Förderer der Katholischen Aktion. In seiner an die italienischen Bischöfe gerichteten Enzyklika Il fermo proposito vom 11. Juni 1905 über die Gründung und die Förderung der Katholischen Aktion sowie im Apostolischen Schreiben Notre charge apostolique vom 25. August 1910 gegen die französische Bewegung Le Sillon von Marc Sangnier, die die Ideale der Französischen Revolution mit denen des Katholizismus vereinen wollte, legte er die Prinzipien und die Ziele fest.

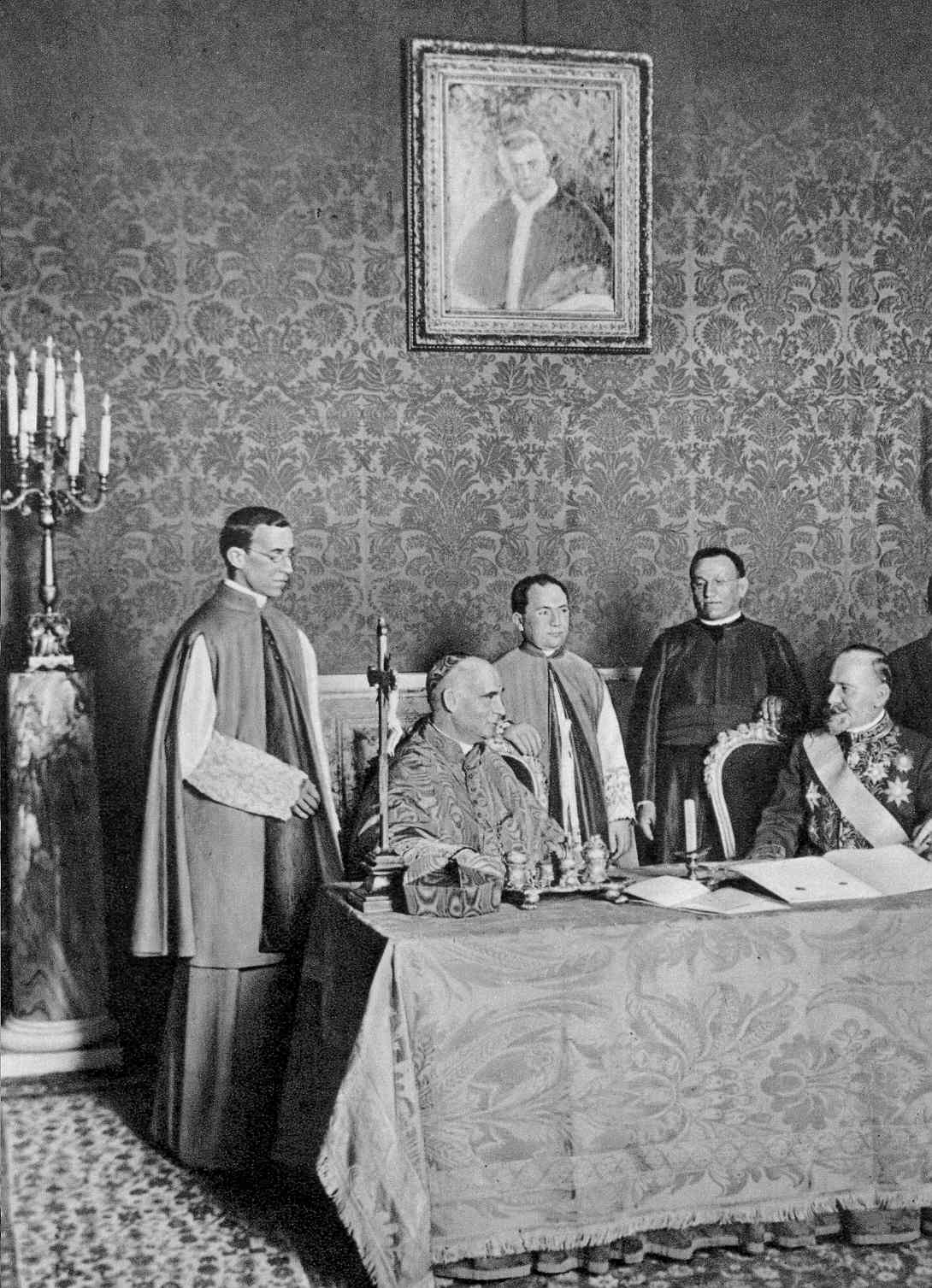
Die Unterzeichnung des Konkordats mit Serbien am Vorabend des Ersten Weltkrieges

Einerseits ging Pius X. als unbeugsam antimoderner Papst in die Geschichte ein, andererseits führte er durchgreifende innerkirchliche Reformen von bleibendem Wert durch, insbesondere in Bezug auf die Eucharistie, für deren Feier er als Prinzip die Participatio actuosa („lebendige Teilnahme“) des Volkes formulierte. Dieses Prinzip wie auch der Begriff wurden später (1963) vom Zweiten Vatikanischen Konzil aufgegriffen. Kennzeichnend für das Pontifikat Pius’ X. waren unter anderem seine Empfehlung des täglichen Kommunionsempfangs sowie die Herabsetzung des Mindestalters der Kinder für die Zulassung zur Erstkommunion auf sieben Jahre in dem Dekret Quam singulari vom 8. August 1910.
Papst Pius X. war tief geprägt von der Lehre, dass ein Priester Christus repräsentiert und dass die einzigartige Würde auch eine Bürde sei, da sie ein heiligmäßiges Leben verlangt. Deshalb seien Priester und Laien fundamental voneinander geschieden: „Zwischen einem Priester und einem rechtschaffenen Laien sollte ein Unterschied sein wie zwischen Himmel und Erde.“ Mit seiner Apostolischen Konstitution Divino afflatu vom 1. November 1911 unternahm er auch eine grundlegende Reform des römischen Breviers.
Im Rahmen seiner Reformen in Bezug auf die Eucharistie führte Pius X. die Frühkommunion ein. Bis zum 20. Jahrhundert wurde die Firmung als Vollendung der Taufe um das 7. Lebensjahr gespendet; Taufe / Firmung / Kommunion standen in einer Reihenfolge. Erst die Sakramente der Initiation, dann die volle Teilhabe an der kirchlichen Gemeinschaft. Im 19. Jahrhundert wuchs das Interesse, die Firmung zugunsten einer fundierteren Glaubenskatechese nach hinten zu schieben. Pius X. gab diesem Ansinnen nach, setzte aber im Jahr 1910 die Erstkommunion vor die Firmung. Die damit entstandenen Probleme für eine sinnvolle Theologie der Firmung sind bis heute ungelöst.
Pius X. veranlasste die Neufassung des Kirchenrechts. Dieses war 1582 durch das Corpus Iuris Canonici festgeschrieben und mit vielerlei zusätzlicher Bestimmungen über die Jahrhunderte ergänzt worden. Die Neufassung des Kirchenrechts diente nicht zuletzt der weiteren Festigung des päpstlichen Machtanspruchs. Fertiggestellt wurde das nun Codex Iuris Canonici (CIC) genannte Werk nach seinem Tod im Jahre 1917.
In sein Pontifikat fallen mehrere Auseinandersetzungen mit europäischen Staaten, die dazu führten, dass die diplomatischen Beziehungen zu Spanien und Frankreich abgebrochen und 1905 das Konkordat von 1801 mit Frankreich aufgehoben wurde, letzteres, weil das überwiegend katholische Land die weltweit erste (und bis heute gültige) Trennung von Staat und Kirche (laicité) eingeführt hatte. Die Mariaviten Feliksa Kozłowska und Jan Maria Michał Kowalski wurden am 5. April 1906 durch Papst Pius X. exkommuniziert.
1908 exkommunizierte Pius X. Alfred Loisy. Dieser, bereits zuvor mit Lehrverboten belegt, war ein Vertreter der historisch-kritischen Methode, die vom Papst mit aller Macht verfolgt wurde. Pius X. veröffentlichte ein Dekret gegen die „Zeit-Irrtümer“, den Kleinen Syllabus. Auf diese Weise versuchte der Papst zu bestimmen, was Katholiken lesen und denken durften. Missliebige Wissenschaftler und Kleriker wurden mit den Methoden der Bespitzelung, der Denunziation und permanenter Repression niedergekämpft. Pius X. wandelte das 1874 von Pius IX. in der Bulle Non expedit erlassene Verbot, an demokratischen Wahlen teilzunehmen, ab (Il fermo proposito vom 11. Juni 1905): die örtlichen Bischöfe sollten nun entscheiden, ob eine Teilnahme der Katholiken an einer bestimmten Wahl ausdrücklich dem höchsten Wohl der Gesellschaft zugute komme.

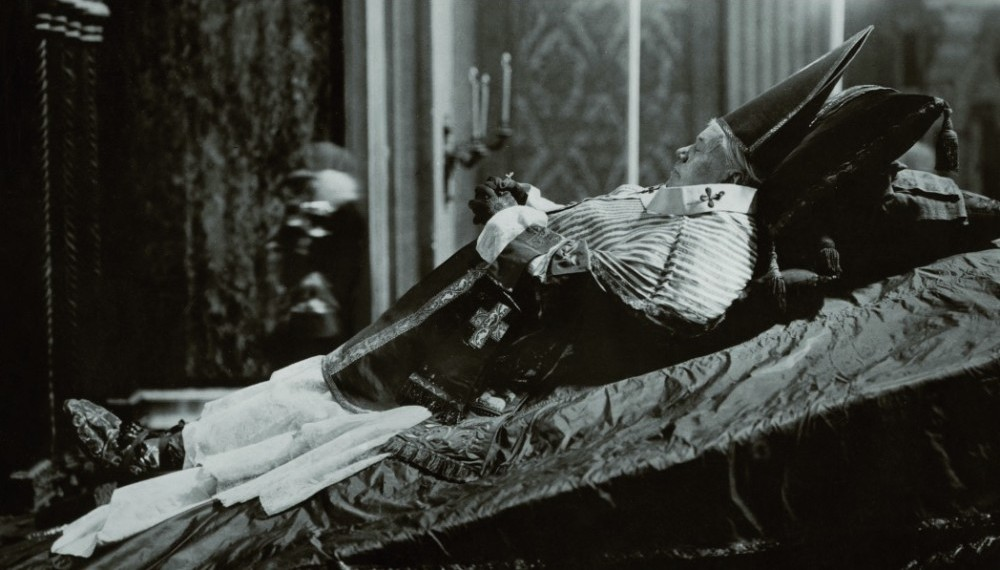
Aufbahrung des Leichnams im Petersdom (21.–22. August 1914)

Im Gegensatz zu seinem Nachfolger verfolgte Pius X. keine strikt neutrale Haltung zum beginnenden Ersten Weltkrieg. Er schätzte Kaiser Franz Joseph I. und legte „stets allergrößtes Gewicht auf die Erhaltung der besten Beziehungen zu Österreich“. Gleichzeitig näherte man sich dem Deutschen Reich an. Hatte Pius X. am 24. Juni 1914 durch seinen Kardinalstaatssekretär Rafael Merry del Val mit Serbien ein Konkordat geschlossen, so meldete einen Monat später ein Telegramm des bayerischen Gesandten beim Heiligen Stuhl am 26. Juli 1914: „Der Papst billigt ein scharfes Vorgehen Österreichs gegen Serbien“. Und auch der österreichische Gesandte bestätigte seinem Außenminister am 27. Juli, Kardinalstaatssekretär Merry del Val hoffe, die Monarchie werde „bis zum Äußersten gehen“.
Pius X. starb am 20. August 1914 in Rom an einem Herzinfarkt. Seine Grabinschrift nennt ihn mit Bezug auf Jesus Christus „sanft und von Herzen demütig“. Entgegen der Tradition wurde sein Leichnam auf seinen Wunsch nicht einbalsamiert.

## Selig- und Heiligsprechung

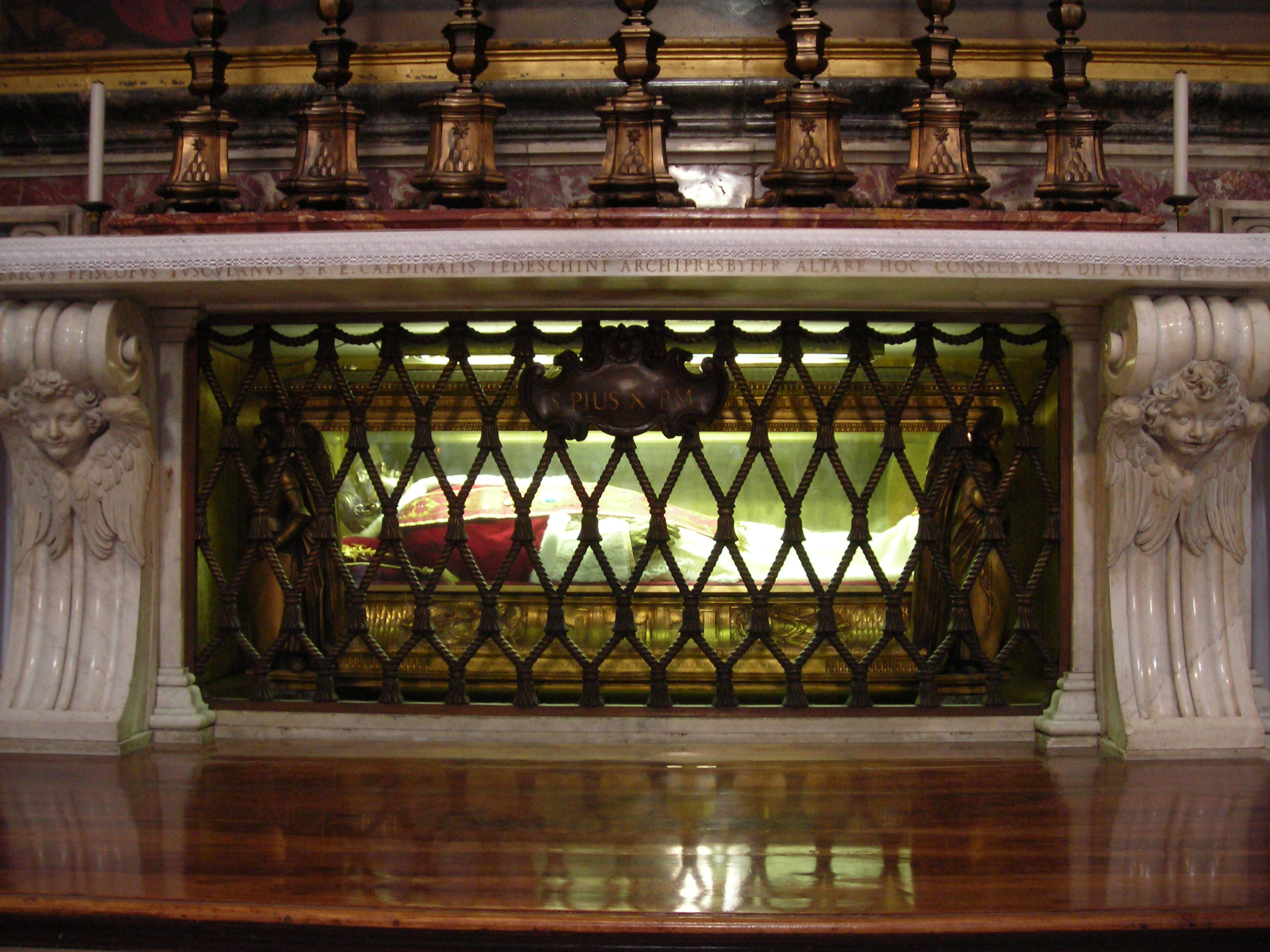
Reliquienschrein im Petersdom in Rom

Pius X. wurde von Papst Pius XII. 1951 selig- und im Jahre 1954 heiliggesprochen. Seitdem befinden sich seine Reliquien in einem gläsernen Reliquiar im Petersdom, das Haupt ist mit einer metallischen Umhüllung bedeckt. Seit der Heiligsprechung Pius’ V. im 18. Jahrhundert war dies wieder der erste heilige Papst. Er ist Schutzpatron der Esperantisten, der Sonnenuhrenbauer, der Katecheten und des Päpstlichen Werkes der heiligen Kindheit. Sein Gedenktag ist der 21. August, in der außerordentlichen Form des römischen Ritus am 3. September.

## Von Pius X. vorgenommene Selig- und Heiligsprechungen
Am 27. Mai 1906 sprach Papst Pius X. die 16 Märtyrinnen von Compiègne selig. Außerdem wurden von ihm folgende Personen seliggesprochen: Stephan Pongrácz (1905), Valentin Faustino Berrio-Ochoa (1906), Clarus von Vienne (1907), Zdislava Berka (1907), Jan van Ruusbroec (1908), Maria Magdalena Postel (1908), Andreas Nam-Thung (1909), Agatha Lin (1909), Agnes De (1909), Jeanne d’Arc (1909) und Johannes Eudes (1909). Heiliggesprochen wurden: Alexander Sauli (1904), Gerhard Majella (1904), Klemens Maria Hofbauer (1909) und José Oriol (1909).

## Werke
- E supremi apostolatus („Alles in Christus erneuern“), Antrittsenzyklika vom 4. Oktober 1903
- Motu proprio Tra le sollecitudini vom 22. November 1903, über die Kirchenmusik
- Enzyklika Ad diem illum laetissimum vom 2. Februar 1904, zum 50. Jubeljahr der Verkündung des Dogmas über die Unbefleckte Empfängnis Mariens
- Apostolisches Rundschreiben Iucunda sane vom 12. März 1904, zum 1300-jährigen Jubiläum des Heimganges Papst Gregors des Großen
- Vehementer nos, Enzyklika vom 11. Februar 1906 gegen die Trennung von Staat und Kirche in Frankreich
- Kompendium der christlichen Lehre (Katechismus), 1906
- Apostolisches Rundschreiben Pascendi vom 8. September 1907, über die Lehren der Modernisten
- Motu proprio Praestantia Scripturae vom 18. November 1907, über die Exkommunikation der Modernisten
- Apostolisches Rundschreiben Editae saepe vom 26. Mai 1910, zur Dreihundertjahrfeier der Heiligsprechung des heiligen Karl Borromäus

## Rezeption und Verehrung
Der Gedenktag des hl. Pius X. am 21. August ist einer von fünf besonderen Feiertagen des Ritterordens vom Heiligen Grab zu Jerusalem.
In der nach Pius X. benannten Kirche in Bad Neuenahr-Ahrweiler befindet sich eine Sammlung von 117 Reliquien des Heiligen. Dazu zählen private Briefe, Pektoralien, sein Rasiermesser, ein Stück des Lakens, auf dem sein Leichnam aufgebahrt wurde, Holzstücke aus seinem Bettgestell, Taschentücher mit eingesticktem Wappen, große hölzerne Kerzenleuchter aus der privaten Gebetsnische des Papstes und eine Haarlocke.
Giacomo Radini Tedeschi (1857–1914) war von 1905 bis zu seinem Tod 1914 Bischof von Bergamo. Sein Sekretär Giuseppe Angelo Roncalli, der spätere Papst Johannes XXIII., berichtete:

„Als der Bischof Streikenden Geld spendete, wurde er bei der Kurie angeschwärzt. Pius X. schrieb dem Bischof lediglich – anstatt ihn zu tadeln: ‚Wir können die Maßnahmen, die Ihr für klug befunden habt, nicht missbilligen, da Ihr mit den örtlichen Gegebenheiten, den in Frage kommenden Personen und den Umständen voll vertraut gewesen seid.‘ Generell vermied Pius X., im Gegensatz zu anderen Kirchenmonarchen, sich in die Amtsgeschäfte der Bischöfe einzumischen.“

Roncalli verehrte Pius X. und eiferte ihm sein Leben lang nach.
1952 erschien der italienische Film Vom Landpfarrer zum Papst, in dem die letzten Wochen seines Pontifikats geschildert werden.
Der Geburtsort Pius’ X., Riese, wurde nach seiner Heiligsprechung zu seinen Ehren in Riese Pio X. umbenannt. 1985 begründeten die Gemeinde Riese Pio X. und die Provinz Treviso eine Stiftung, die Fondazione Giuseppe Sarto, die sich mit der Erforschung und Dokumentation seines Lebens und Wirkens beschäftigt.